# Horace Husler
Horace Henry Husler (1890−1959), sinh ra và lớn lên ở Sheffield, là một cầu thủ bóng đá thi đấu ở vị trí thủ môn cho The Wednesday, Huddersfield Town và Doncaster Rovers.
Trong thời gian ở Doncaster ông không được trả lương đầy đủ. FA đã can thiệp đại diện cho ông, dẫn đến việc câu lạc bộ bị cấm thi đấu trong hầu hết tháng 12 năm 1915.